# Rövarspråket
Rövarspråket (rorövovarorsospoproråkoketot) är ett enkelt kodspråk som framför allt används av barn. Det blev populärt i och med Astrid Lindgrens romaner om Kalle Blomkvist. Idén till rövarspråket ska ha kommit från Astrids make, Sture Lindgren, som använde det i lek med sina kamrater som barn. Eftersom rövarspråket har en enkel struktur som är lätt att avkoda passar sig språket inte i skriven form. Men i talad form kan det vara svårt för en som inte är insatt att förstå vad som sägs, särskilt om det talas snabbt. 

## Struktur
Regeln för rövarspråket är att man efter varje konsonant lägger ett o (kort å-ljud) och därefter samma konsonant igen, till exempel byts b ut mot "bob" och f mot "fof". Vokalerna är oförändrade. "Jag talar rövarspråket" blir alltså "jojagog totalolaror rorövovarorsospoproråkoketot"

### Undantag
Eftersom rövarspråket i huvudsak är en talspråksbaserad kod uttalas bokstaven C som S eller som K, beroende på sammanhang  - tack blir totakokkok. X betraktas i rövarspråket vanligen som två separata ljud. Istället för "xox" behandlas x istället som "ks" och blir "koksos". Sax uttalas därför i rövarspråket som sosakoksos.